# بيركهولدرية أرضية
بيركهولدرية أرضية (الاسم العلمي: Burkholderia terrae) هي نوع من البكتيريا، سلبية الغرام، تتبع جنس البيركهولدرية.